# Mormyrops nigricans
Mormyrops nigricans är en fiskart som beskrevs av Boulenger, 1899. Mormyrops nigricans ingår i släktet Mormyrops och familjen Mormyridae. IUCN kategoriserar arten globalt som livskraftig. Inga underarter finns listade i Catalogue of Life.